# Moto Guzzi Le Mans-serie
De Moto Guzzi Le Mans is een sportmotor van Moto Guzzi die in verschillende uitvoeringen van 1976 tot 1993 werd geproduceerd.

## Voorgeschiedenis
Uit 90° V-twin die al in de jaren vijftig was bedacht door Giulio Cesare Carcano, had Lino Tonti aan het begin van de jaren zeventig de V7 Sport ontwikkeld. Tijdens endurance wedstrijden zoals de Bol d'Or werd de machine niet alleen ingezet, maar werden er ook proeven gedaan met een 850 cc-motor en schijfremmen en ook werd daar het integrale remsysteem ontwikkeld. Het prototype dat daarvoor werd gebruikt kreeg al de naam "Le Mans" omdat de Bol d'Or in die tijd op het Circuit de la Sarthe in Le Mans werd verreden. Intussen ontstonden uit de V7 Sport eerst de 750 S, die al schrijfremmen had, en de 750 S3 met het integrale remsysteem. Omdat Moto Guzzi intussen was overgenomen door de autofabrikant Alejandro de Tomaso, hadden de autodesigners die hij in dienst had de 750 S en de 750 S3 al wat moderner gelijnd door andere kleurstellingen aan te brengen, maar de nieuwe 850 cc sportmotor zouden ze helemaal nieuw ontwerpen.

## 850 Le Mans
De 850 Le werd gepresenteerd op de show van Milaan in november 1975. De vormgeving was bijzonder strak, zelfs het duozadel leek met een liniaal getekend te zijn. Rond de koplamp zat een klein stuurkuipje dat fluorescerend rode vlakken had, zelfs als die kleur "vloekte" bij exemplaren die in "normaal" rood geleverd werden. In plaats van het gebruikelijke chroom was matzwarte lak toegepast. Het vermogen werd opgegeven als 81 pk, maar zoals gebruikelijk bij Moto Guzzi waren dat SAE-pk's, gemeten zonder appendages zoals de dynamo en het luchtfilter. In de meer gebruikelijke DIN-pk's kwam dat neer op ca. 71. Een luchtfilter had de Le Mans ook niet, op de carburateurs zaten slechts plastic aanzuigkelken met een metalen gaasje om de grootste vuildeeltjes buiten te houden. Zelfs met een speciale racekit met een andere nokkenas en grotere (40 mm) carburateurs leverde de machine op de rollerbank van de Technische Hogeschool Delft niet meer dan 72,5 DIN-pk. Met ongedempte uitlaten kwam er 77,5 pk uit. Klanten roemden in het algemeen het stuurgedrag en de hoge topsnelheid, terwijl men minder tevreden was over de zwart gelakte uitlaten en het (te) zachte schuimzadel. Van de Moto Guzzi 850 Le Mans werden twee series gebouwd: de eerste ca. 2.000 stuks hadden de bekende ovale CEV-achterlichten die op vrijwel alle Italiaanse motorfietsen werden gebruikt. De tweede serie (ca. 4.000) had een door de Tomaso ontworpen rechthoekig achterlicht, een daaraan aangepast achterspatbord, matzwarte onderpoten aan de voorvork, hitteplaatjes op de uitlaten en een vlakker duozadel. Hoewel Moto Guzzi nooit een onderscheid maakte in de benaming, worden deze series onder kenners ook wel "Mk1" en "Mk2" genoemd. In de Verenigde Staten waren oranje reflectoren aan de zijkanten van de richtingaanwijzers aangebracht, en bovendien was de koplamp vervangen door een sealed beam lamp, die nogal uitstak aan de voorkant van de stuurkuip.

### Motor
De motor was een luchtgekoelde langsgeplaatste 90° V-twin. Zowel de cilinders als de cilinderkoppen waren van aluminium, de motor had ingeperste gietijzeren cilinderbussen. De kleppen werden bediend door stoterstangen en tuimelaars vanaf een nokkenas die boven de krukas lag. De 36 mm carburateurs kwamen van Dell'Orto. In navolging van de 750 cc-modellen was een wisselstroomdynamo op de voorkant van de krukas gemonteerd. De startmotor zat aan de linkerkant naast de versnellingsbak. De krukas draaide in glijlagers, evenals de drijfstangen.

### Aandrijflijn
De krukas dreef via het vliegwiel rechtstreeks de meervoudige droge platenkoppeling aan. Daarachter zat een vijfversnellingsbak en de secundaire aandrijving verliep via een cardanas.

### Rijwielgedeelte
Er was een dubbel wiegframe toegepast, dat zo nauwkeurig om het motorblok paste dat de onderste framebuis aan de linkerkant demontabel was om de motor te kunnen uitbouwen. Ten opzichte van de 750 S waren er veel gewichtsbeparende maatregelen genomen. Zo waren lichtmetalen zesspaaks gietwielen en lichtmetalen remschijven gemonteerd en was er voor de afwerking, zoals zijdeksels en spatborden, kunststof gebruikt. De 300 mm voorschijven en de 242 mm achterschijf werden bediend via het integrale remsysteem; de voetrem bediende één voorschijf en de achterschijf, terwijl de tweede voorschijf via het handremhendel werd bediend. De achterschokdempers met buitenliggende schroefveren werden door Ceriani geleverd, maar de telescoopvork was eigen fabricaat.

## 850 Le Mans II
In 1979 verscheen de Le Mans II. De machine was duidelijk samen ontwikkeld met de 1000 SP. De Le Mans II kreeg ook een vaste onderkuip en een met het stuur meedraaiende stuurkuip, maar het geheel (in de eigen windtunnel ontwikkeld) was uiteraard veel sportiever en slanker dan bij de 1000 SP. De richtingaanwijzers waren in de kuip geïntegreerd en de koplamp was vierkant. De voorvork werd luchtondersteund. De voorste remklauwen verhuisden naar de achterkant van de vorkpoten. De versnellingsbak had een kortere gearing en rechte tandwielen.

## Le Mans CX 100
Net als de V7 Ambassador, de V7 850 California en de V7 850 Eldorado werd deze machine op verzoek van de Amerikaanse importeur Berliner Motor Co. geproduceerd. De Le Mans-modellen konden niet aan de nieuwe emissie-eisen in de Verenigde Staten, die vanaf 1978 golden, voldoen. Daarom werd de 850 Le Mans II daar nooit verkocht. Bovendien vroegen Amerikaanse klanten altijd om meer "cubic inches" én moest de machine daar een deel van de markt van de BMW R 100 RS afsnoepen. Daarom werd de 950 cc-motor van de 1000 SP in een 850 Le Mans II-rijwielgedeelte gebouwd. Door diens lagere compressieverhouding kon hij binnen de Amerikaanse emissie-eisen blijven. De motor kreeg grotere (40 mm) carburateurs. Een aantal zaken waarvoor de Europeanen bij hun Le Mans II moesten bijbetalen waren standaard, zoals een dagteller en een quartzklokje. De CX 100 werd alleen in 1979 en 1980 geproduceerd, maar er werden er slechts 353 gebouwd. Toen de 850 Le Mans III verscheen waren de emissieproblemen opgelost.

## 850 Le Mans III
De 850 Le Mans III verscheen in 1981. Ten opzichte van de Le Mans II was de machine op ongeveer 80 punten gewijzigd. Luisterend naar de klandizie waren de zwarte uitlaten vervangen door verchroomde exemplaren. De cilinders kregen nikasilvoeringen en de stoterstangen stonden verder van de cilinderboringen, waarschijnlijk al vooruitwerkend op het vergroten van de cilinders in de toekomst. Rekening houdend met de Amerikaanse emissie-eisen waardoor de 850 Le Mans II daar niet verkocht kon worden, was het vermogen niet veel hoger geworden. De cilinders hadden nu ook de hoekige koelribben, die na het verschijnen van de V 35 en de V 50 op alle modellen overgenomen waren. Klanten konden waar het de versnellingsbak betrof kiezen: rechte of schuine vertandingen, maar ook verschillende gearingen. Er was ook meer keuze in kleuren: rood/zwart, wit/zwart of metallic grijs/zwart. Vanaf de 850 Le Mans III werden ook radiaalbanden gemonteerd. De onderkuip was verdwenen; er was alleen nog een klein stuurkuipje aanwezig. Ook de tank, het zadel en het instrumentenpaneel waren gewijzigd. De tellers hadden nu een sportieve witte achtergrond en de Veglia-toerenteller was prominent aanwezig. Ook het in- en uitlaatsysteem waren gewijzigd, evenals de voor- en achtervering.

## Le Mans 1000 (Le Mans IV) en Le Mans 1000 CI
De Le Mans 1000 (soms ook Le Mans IV genoemd) werd in september 1984 op de IFMA in Keulen gepresenteerd. De machine had de grotere 948 cc motor, maar die leverde nog steeds 81 pk. Dit was de periode dat Moto Guzzi "experimenteerde" met 16 inch voorwielen. De Le Mans 1000 had er een, maar de 850 T5 en de 1000 SP II ook. Er waren twee 40 mm Dell'Orto carburateurs gebruikt. De stuurkuip was maar licht gewijzigd, maar de zijdeksels waren veel groter geworden waardoor de machine wat "rondere" vormen kreeg. De Le Mans 1000 kreeg ook een belly pan. De achterschokdempers kwamen nu van het Nederlandse merk Koni. De uitlaten waren weer zwart gespoten, maar nu waren ze glanzend zwart. Ook de Le Mans 1000 werd in twee series geproduceerd. Bij de eerste serie waren al two-tone kleuren beschikbaar en de hele aandrijflijn, van de motor tot en met de cardanaandrijving, was soms glanzend zwart gespoten. Vanaf 1987 werden weer 18 inch voorwielen leverbaar. Dat kon zonder problemen, want in tegenstelling tot de meeste andere producenten had Moto Guzzi geen aanpassingen aan het frame gedaan voor het 17 inch wiel. In 1988 waren modellen met 16 inch wielen nauwelijks meer leverbaar. Daarmee was ook het begin van de tweede serie gemarkeerd: 1988. Bij deze (Le Mans 1000 CI) serie was de aandrijflijn meestal weer aluminiumkleurig. Hoewel de machine altijd in volledig rood leverbaar bleef, kwam er in 1987 ook een rood/zwarte uitvoering.

## Le Mans 1000 SE
De Le Mans 1000 SE (Special Edition) werd eind 1986 uitgebracht omdat het toen 20 jaar geleden was dat de Le Mans op de markt kwam. De verkoop liep ook in 1987 en 1988 nog door, vooral in de Verenigde Staten. De SE werd geleverd in rood/wit met een rood zadel, rode wielen en meestal zwarte kleppendeksels. Soms werd ook de zwarte aandrijflijn gevoerd. De gearing was anders: ze was langer, maar de versnellingen lagen dichter bij elkaar.

## Technische gegevens
| Moto Guzzi             | 850 Le Mans                               | 850 Le Mans II                            | Le Mans CX 100                            | 850 Le Mans III                           | Le Mans 1000                                                                              | Le Mans 1000 SE                           | Le Mans 1000 CI                           |
| ---------------------- | ----------------------------------------- | ----------------------------------------- | ----------------------------------------- | ----------------------------------------- | ----------------------------------------------------------------------------------------- | ----------------------------------------- | ----------------------------------------- |
| Periode                | 1976-1978                                 | 1979-1980                                 | 1979-1980                                 | 1981-1984                                 | 1984-1988                                                                                 | 1986-1988                                 | 1988-1993                                 |
| Categorie              | sportmotor                                | sportmotor                                | sportmotor                                | sportmotor                                | sportmotor                                                                                | sportmotor                                | sportmotor                                |
| Motortype              | kopklepmotor                              | kopklepmotor                              | kopklepmotor                              | kopklepmotor                              | kopklepmotor                                                                              | kopklepmotor                              | kopklepmotor                              |
| Bouwwijze              | langsgeplaatste 90° V-twin                | langsgeplaatste 90° V-twin                | langsgeplaatste 90° V-twin                | langsgeplaatste 90° V-twin                | langsgeplaatste 90° V-twin                                                                | langsgeplaatste 90° V-twin                | langsgeplaatste 90° V-twin                |
| Cilinder               | aluminium                                 | aluminium                                 | aluminium                                 | aluminium                                 | aluminium                                                                                 | aluminium                                 | aluminium                                 |
| Cilinderkop            | aluminium                                 | aluminium                                 | aluminium                                 | aluminium                                 | aluminium                                                                                 | aluminium                                 | aluminium                                 |
| Klepopstelling         | 4 kopkleppen                              | 4 kopkleppen                              | 4 kopkleppen                              | 4 kopkleppen                              | 4 kopkleppen                                                                              | 4 kopkleppen                              | 4 kopkleppen                              |
| Klepbediening          | stoterstangen en tuimelaars               | stoterstangen en tuimelaars               | stoterstangen en tuimelaars               | stoterstangen en tuimelaars               | stoterstangen en tuimelaars                                                               | stoterstangen en tuimelaars               | stoterstangen en tuimelaars               |
| Carburateurs           | Dell'Orto PHF 36 BD en BS                 | Dell'Orto PHF 36 BD en BS                 | Dell'Orto 40 mm                           | Dell'Orto VHB 36                          | Dell'Orto 40 mm                                                                           | Dell'Orto 40 mm                           | Dell'Orto 40 mm                           |
| Ontsteking             | bobine                                    | bobine                                    | bobine                                    | bobine                                    | bobine                                                                                    | bobine                                    | bobine                                    |
| boring                 | 83 mm                                     | 83 mm                                     | 88 mm                                     | 83 mm                                     | 88 mm                                                                                     | 88 mm                                     | 88 mm                                     |
| slag                   | 78 mm                                     | 78 mm                                     | 78 mm                                     | 78 mm                                     | 78 mm                                                                                     | 78 mm                                     | 78 mm                                     |
| Cilinderinhoud         | 844,1 cc                                  | 844,1 cc                                  | 948,8 cc                                  | 844,1 cc                                  | 948,8 cc                                                                                  | 948,8 cc                                  | 948,8 cc                                  |
| Smeersysteem           | Wet-sump                                  | Wet-sump                                  | Wet-sump                                  | Wet-sump                                  | Wet-sump                                                                                  | Wet-sump                                  | Wet-sump                                  |
| Compressieverhouding   | 10,2:1                                    | 10,2:1                                    | 10,8:1                                    | 9,8:1                                     | 10:1                                                                                      | 10:1                                      | 10:1                                      |
| Max. Vermogen          | 71 pk bij 7.300 tpm                       | 81 pk bij 7.600 tpm                       | 82 pk bij 7.500 tpm                       | 81 pk bij 7.700 tpm                       | 81 pk bij 7.400 tpm                                                                       | 81 pk bij 7.400 tpm                       | 81 pk bij 7.400 tpm                       |
| Topsnelheid            | 205 km/h                                  | 215 km/h                                  | 215 km/h                                  | 214 km/h                                  | 215 km/h                                                                                  | 215 km/h                                  | 215 km/h                                  |
| Primaire aandrijving   | rechtstreeks                              | rechtstreeks                              | rechtstreeks                              | rechtstreeks                              | rechtstreeks                                                                              | rechtstreeks                              | rechtstreeks                              |
| Koppeling              | meervoudige droge platenkoppeling         | meervoudige droge platenkoppeling         | meervoudige droge platenkoppeling         | meervoudige droge platenkoppeling         | meervoudige droge platenkoppeling                                                         | meervoudige droge platenkoppeling         | meervoudige droge platenkoppeling         |
| Versnellingen          | 5 voetgeschakeld                          | 5 voetgeschakeld                          | 5 voetgeschakeld                          | 5 voetgeschakeld                          | 5 voetgeschakeld                                                                          | 5 voetgeschakeld                          | 5 voetgeschakeld                          |
| Secundaire aandrijving | cardan                                    | cardan                                    | cardan                                    | cardan                                    | cardan                                                                                    | cardan                                    | cardan                                    |
| frame                  | dubbel wiegframe                          | dubbel wiegframe                          | dubbel wiegframe                          | dubbel wiegframe                          | dubbel wiegframe                                                                          | dubbel wiegframe                          | dubbel wiegframe                          |
| Wielbasis              | 1470 mm                                   | 1470 mm                                   | 1470 mm                                   | 1505 mm                                   | 1514 mm                                                                                   | 1514 mm                                   | 1514 mm                                   |
| Vering vóór            | telescoopvork                             | luchtondersteunde telescoopvork           | luchtondersteunde telescoopvork           | luchtondersteunde telescoopvork           | luchtondersteunde telescoopvork                                                           | luchtondersteunde telescoopvork           | luchtondersteunde telescoopvork           |
| Vering achter          | swingarm met hydraulische schokdempers    | swingarm met hydraulische schokdempers    | swingarm met hydraulische schokdempers    | swingarm met hydraulische schokdempers    | swingarm met hydraulische schokdempers                                                    | swingarm met hydraulische schokdempers    | swingarm met hydraulische schokdempers    |
| Banden                 | vóór 3.50 × 18", achter 4.00 × 18"        | vóór 3.50 × 18", achter 4.00 × 18"        | vóór 100/90 × 18", achter 110/90 × 18"    | vóór 100/90 × 18", achter 110/90 × 18"    | vóór 120/80 × 16", achter 130/80 × 18" vanaf 1987: vóór 100/90 × 18", achter 120/90 × 18" | vóór 100/90 × 18", achter 120/90 × 18"    | vóór 100/90 × 18", achter 120/90 × 18"    |
| Rem(men)               | schijfremmen rondom, integraal remsysteem | schijfremmen rondom, integraal remsysteem | schijfremmen rondom, integraal remsysteem | schijfremmen rondom, integraal remsysteem | schijfremmen rondom, integraal remsysteem                                                 | schijfremmen rondom, integraal remsysteem | schijfremmen rondom, integraal remsysteem |
| Gewicht                | 215 kg droog                              | 196 kg droog                              | 220 kg droog                              | 206 kg droog                              | 215 kg droog                                                                              | 215 kg droog                              | 215 kg droog                              |
| Tankinhoud             | 22,5 liter                                | 22,5 liter                                | 22,5 liter                                | 25 liter                                  | 25 liter                                                                                  | 25 liter                                  | 25 liter                                  |
| Voorganger             | 750 S3                                    | 850 Le Mans                               | 850 Le Mans                               | 850 Le Mans II                            | 850 Le Mans III                                                                           | Le Mans 1000                              | Le Mans 1000                              |
| Opvolger               | 850 Le Mans II                            | 850 Le Mans III                           | 850 Le Mans III                           | Le Mans 1000                              | Le Mans 1000 CI                                                                           | Geen                                      | Sport 1100                                |